# Групи смерті
«Гру́пи сме́рті (18+)» — стаття Галини Мурсалієвої, оглядача «Нової газети», що вийшла 16 травня 2016 року, що оповідає про нібито існуючу в соціальній мережі «ВКонтакті» секту, яка причетна до самогубств 130 підлітків на всій території Росії.
Стаття набрала понад півтора мільйона переглядів за два дні, ряд ЗМІ й користувачів соціальних мереж звинуватили «Нову газету» в упередженості та перекручуванні фактів, в той же час влада (Роскомнадзор, сенатор Олена Мізуліна, уповноважений з прав дитини Павло Астахов) зажадали провести перевірку викладених фактів та вжити відповідних заходів. Деякі оглядачі вважають, що публікація цієї статті може послужити посилення інтернет-цензури в Росії.

## Зміст
Стаття являє собою опис розслідування, проведеного «Іриною», матір'ю 12-річної школярки «Елі» (ім'я, за словами автора статті, змінено, згідно репортажу програми «Людина і закон», а також сторінці в соціальній мережі, ім'я загиблої — Ангеліна Давидова, матері — Олена Давидова), яка наклала на себе руки 25 грудня 2015 року в Рязані (місце і час суїциду згадується кілька разів в самій статті, а також в сюжеті «Людини і закону» й матеріалах інших ЗМІ).
Згідно з ним, Еля була примушена до зведення рахунків з життям групою невідомих, які діяли через суїцидальні групи в соціальній мережі «ВКонтакті» (згадуються такі групи, як «Розбуди мене в 4:20», «Море китів», «f57», «Тихий дім» та інші).
На думку автора, адміністратори цієї та багатьох інших закритих груп причетні до самогубств щонайменше 130 школярів, в містах, зазначених на наявній в статті мапі. Доведення до самогубства проходило в ході «квесту», «завербованих» в який давалися індивідуальні номери, 50 днів на ухвалення рішення, після закінчення яких зазначені повинні були зробити «самовипилювання». Автор статті наводить елементи культу — зображення китів та метеликів (кити ніби викидаються на берег, таким чином рятуючись від негараздів, метелики живуть всього один день), спілкування з адміністраторами чату о 4:20 ночі, носіння при собі ножів, порізи на руках, імітування ушкодження вен, пости, присвячені загиблої «Ріні Паленковій» й заклики слідувати за нею, магічний знак — анаграма «ОНО».
Крім того, журналіст висловлює думку, що за дітьми встановлюється спостереження «наглядачів», які допомагають тим, хто не наважуються піти на цей крок й фіксують акт самогубства на камеру з метою розміщення цих відео в суїцидальні групи.
Хоча у статті це не згадується, але доведені випадки підбурювання до самогубства через мережу Інтернет в світі є, за це, наприклад, в 2014 році був засуджений американець Вільям Мелкерт-Дінкель[джерело?].
В кінці статті Мурсалієва просить компетентні органи вивчити матеріали, наявні у редакції газети, а батьків — ретельніше контролювати листування дітей «ВКонтакті» та стежити за можливими вищевказаними проявами.

## Реакція

### Реакція ЗМІ й користувачів «ВКонтакті»
Протягом найближчої доби деякі ЗМІ (зокрема, Lenta.ru, Сноб, Meduza) звинуватили «Нову газету» в непрофесіоналізмі, заявивши, що автор статті змішав в своєму матеріалі кілька різних ситуацій, й більш того, переплутав причинно-наслідковий зв'язок — діти вступають в подібні групи внаслідок проблем в сім'ї, а не навпаки. «Lenta.ru» провела власне розслідування, зв'язавшись з адміністраторами деяких зазначених в статті груп. Більш того, деякі спільноти в «ВКонтакті», які раніше проводили свої розслідування «груп-убивць» («Розслідування вів Анон», «Мурзілка)», звинуватили «Нову» у крадіжці матеріалів, а також спростували існування таємничої секти, пояснивши створення даних груп різними причинами, серед яких — підвищення власного рейтингу, підвищення та монетизація трафіку своїх груп, прагнення до влади й самоствердження, спроби «врятувати» від суїциду та інші. Також учасники спільнот «демонізували» деяких адміністраторів груп.
Інші мас-медіа відзначили, що піднятий навколо статті галас допоможе лише в «закручуванню гайок» та наступ на свободу слова в Інтернеті і ніяк не допоможе у вирішенні такої проблеми, як підліткова суїцидальність, за відсотком якої Росія лідирує в світі (хоча кількість самогубств й знижується).
Відповідь «Новій газеті» з боку школярів дала в своєму «Фейсбуці» Ліза Скульська.

### Реакція офіційних установ
Представники Роскомнадзору пообіцяли перевірити факти, про які було повідомлено у статті «Нової газети».
20 травня Головне управління Слідчого комітету РФ по Санкт-Петербург у (місцем реєстрації ТОВ «ВКонтакте») ухвалено рішення про порушення кримінальної справи за ознаками злочину, передбаченого ч.4 ст. 33, ст. 110 УК РФ (підбурювання до доведення до самогубства).

### Відповідь «Нової газети»
На другий день після виходу в статті заступник генерального редактора газети Сергій Соколов відповів на критику статті в мас-медіа та Інтернеті, пояснивши, зокрема, сирість матеріалів спробою запобігти акції масових самогубств, начебто призначеної на 17 травня.
Після публікації «Лентой.ру» інтерв'ю одного з адміністраторів груп під псевдонімом «Море китів», в якому були оприлюднені факти тиску на нього та погроз на його адресу з боку журналістів «Нової газети», її головний редактор вирішив тимчасово відсторонити свого заступника С. Соколова до закінчення службової перевірки. Сам Соколов заявив: «Приношу свої вибачення за допущену крайню форму некоректності. На той момент, на стресовому тлі безперервних повідомлень про нові випадки дитячого суїциду, мені здалося подібне виправданим».

## Самогубства, згадані в статті
- «…23 листопада 2015 року в одному з сибірських міст 16-річна Ріна лягла на залізничне полотно. Вона це зробила буквально в декількох метрах від рухомого в її напрямку вантажного поїзда. Машиніст зробив екстрене гальмування, але зупинити склад не зміг» — Рената Камболіна з Уссурійська, загибель якої нібито започаткувала низки самогубств.

- «Еля» — Ангеліна Давидова, загинула 25 грудня 2015 року, вистрибнувши з будинку на Касимовському шосе в Рязані, первинна версія — через отриману двійку з російської мови[9].

В один день з нею:
- «Учениця 10-го класу, назвемо її Аллою, з іншої області Центральної Росії, викинулася з даху багатоповерхівки» — 15-річна Зоя М. скинулася з 9 поверху будинку по вулиці Бочарікова в Новокуйбишевську[10][11][12].

- «16-річна школярка одного з уральських міст випала з під'їзної вікна 14-го поверху. Тут знайшли її куртку. Все, як у Елі»- ймовірно, або загибла 27 грудня в Уфі (через те, що батьки дізналися про куріння)[13], або яка кинулася з 17 поверху 13-річна школярка в Челябінську[14], основна причина — розставання з хлопцем.

- «В іншому — цього разу сибірському — місті дев'ятикласниця випала з вікна 9-го поверху. Загинула. Відвідувала ті ж групи „ВКонтакті“, що й Еля» — 15-річна школярка Анастасія С., кинулася з будинку на Суднобудівній вулиці в Красноярську[15][16].

В інші дні:
- «На 15-й день після загибелі Елі, в один з останніх днів шкільних новорічних канікул, з даху іншого висотного будинку в цьому ж місті впала 16-річна Аня. Дівчинка померла в машині „швидкої“ по дорозі в лікарню» — загинула 9 січня 2016 року у вулиці Інтернаціональній в Рязані, ім'я невідомо, порушено справу.

- «Перший випадок, про який вона попереджала, закінчився смертю: в січні з багатоповерхівки впала учениця 6-го класу» — скинулася з будинку 23 січня 2016 року у Тверській вулиці в Москві. Діло на контроль взяв Павло Астахов[17].

- «Питань багато. Але найсерйозніший відноситься до відео, зробленому в лютому 2016 року. Хлопчик років 15-16 підходить до бар'єра високого мосту. Дивиться вниз, не наважується… Тут же з двох сторін з'являються дві молоді людини. Один з них злегка піднімає підлітка й буквально штовхає — хлопчик летить вниз. Молоді люди поспішно йдуть. Спочатку дуже швидко йдуть. потім біжать».

- «Ще про один „судний день“ Ірина теж повідомляла всюди: „Дивіться, дівчинка готується у Волгограді!“. Переживала, тому що 10 лютого „обрані“ були „готові“. Вона чекала, що щось станеться, але 11 лютого старшокласниця просить бабусю і молодшу сестру по дорозі у школу відпустити її на хвилинку й через кілька хвилин падає з багатоповерхівки. Куртка знайдена на місці — як і у випадку Елі» — 14-річна восьмикласниця Аліна Т. кинулася з 8 поверху на Варшавській вулиці у Волгограді[18][19][20].

- «Ось прийшов хлопчик в школу, почався урок, він розклав підручник і зошит, отримав СМС, вискочив, нічого не пояснюючи. Через пару годин з'ясовується, що загинув, „зістрибнувши з висоти будівлі“. Ось інший випадок: брат загиблої дівчинки каже, що вона готувалася спати, вийшла в ванну у нічній піжамі. Хтось подзвонив, і вона, дуже швидко переодягнувшись, кулею вискочила з дому. Тіло знайшли на землі у багатоповерхівки».

- «Наприклад, на початку цього місяця зістрибнули з даху шестиповерхового будинку, тримаючись за руки, двоє підлітків в Сибіру — дівчинка 15 років і 16-річний хлопчик» — 16-річний Артем Х. і 15-річна Єлизавета М. разом зістрибнули з даху шестиповерхового будинку в мікрорайоні Східний Нового Уренгоя, ймовірно, через нещасливе кохання[21].